# صدرالله رئیسی اردکانی
صدرالله رئیسی اردکانی سیاست‌مدار ایرانی بود، که در دوره بیست و چهارم مجلس شورای ملی قبل از انقلاب بعنوان نماینده بویر احمد از استان کهگیلویه و بویر احمد در این مجلس  و همراه با ابوالحسن عاملی به عنوان نمایندگان این حوزه انتخابیه  حضور داشتند.